# Agrupación Deportiva Alcorcón Fútbol Sala Femenino
La AD Alcorcón FSF, que por razones de patronicio es conocido como Arriva Alcorcón, es un equipo de fútbol sala femenino de España de la ciudad de Alcorcón, Comunidad de Madrid. Fue fundado en 1991 entonces con el nombre Ciudad de Alcorcón, actualmente juega en la Primera División de fútbol sala femenino.

## Historia
En el año 2010, al quedar campeón de su grupo de octava divisón división y posteriormente ganar al Roldán FSF en los play-off. En la temporada 2010-11, debuta en la máxima categoría pero desciende al finalizar penúltimas. Ya en segunda división vuelve a quedar campeona de su grupo y esta vez vence en los play-off al UCAM Murcia. En la temporada siguiente sorprende al finalizar en tercera posición y consiguiendo el pase a la Copa de España. Los siguientes años se asienta ha estar entre los primeros de la tabla sin bajar nunca del quinto puesto.

## Uniforme
- Uniforme titular: Camiseta de color amarilla, pantalón amarillo, medias amarillas.
- Uniforme alternativo: Camiseta de color rosa, pantalón negro, medias rosas.

## Pabellón
El equipo juega en el pabellón de la Polideportivo de Los Cantos, situado en la avenida de Los Cantos 28, de la ciudad de Alcorcón. El recinto tiene una capacidad para 1 700 espectadores.

## Datos del club
- Temporadas en Primera División: 12.
- Mejor puesto en la liga: 3ª.
- Peor puesto en la liga: 15.ª.
- Mayor goleada conseguida:
  - En campeonatos nacionales:
    - En casa

AD Alcorcón FSF 10 - 0 Xaloc Alicante (26 de octubre de 2019)
AD Alcorcón FSF 10 - 0 CD Leganés FS (28 de mayo de 2022)
- Fuera

Xaloc Alicante 0 - 9 AD Alcorcón FSF (29 de febrero de 2022)
- Mayor goleada recibida:
  - En campeonatos nacionales:
    - En casa

AD Alcorcón FSF 1 - 6 C.D. Futsi Atlético Feminas (25 de septiembre de 2010)
AD Alcorcón FSF 0 - 5 Burela (20 de noviembre de 2010)
AD Alcorcón FSF 1 - 6 C.D. Futsi Atlético Feminas (16 de febrero de 2014)
AD Alcorcón FSF 0 - 5 Burela (24 de mato de 2014)
AD Alcorcón FSF 1 - 6 C.D. Futsi Atlético Feminas (1 de abril de 2021)
AD Alcorcón FSF 4 - 9 C.D. Futsi Atlético Feminas (6 de mayo de 2023)
- Fuera

Valladolid 9 - 1 AD Alcorcón FSF (14 de noviembre de 2010)
- Máxima goleadora en primera:

Vane Sotelo, 163
Sandra Vadillos, 92
Desi, 85

## Jugadores y cuerpo técnico

### Plantilla y cuerpo técnico (2024-25)
| Dorsal | Jugador             | Posición   | Edad    | Procedencia                 |
| ------ | ------------------- | ---------- | ------- | --------------------------- |
| 3      | Aida                | Cierre     | 31 años | Simancas                    |
| 6      | Laura Sánchez       | Cierre     | 23 años | San Fernando                |
| 7      | Claudia López       | Ala        | 24 años | AD Alcorcón                 |
| 8      | Peque               | Ala        | 38 años | Burela FS                   |
| 9      | Ju Delgado          | Universal  | 41 años | Futsi Atlético Navalcarnero |
| 10     | Tania Benito        | Ala-Cierre | 23 años | CD Leganés FS B             |
| 11     | Albita              | Ala        | 22 años | Futsi Atlético Navalcarnero |
| 12     | Noe Rodríguez       | Ala-Cierre | 19 años | CD Leganés FS               |
| 15     | Ana Etayo Garde     | Portera    | 29 años | Osasuna Futsal              |
| 17     | Ana Sanz            | Cierre     | 27 años | CD Leganés FS               |
| 19     | Vane Sotelo         | Pívot      | 29 años | Futsi Atlético Navalcarnero |
| 21     | María Barcelona     | Cierre     | 23 años | Rayo Majadahonda            |
| 27     | Silvia García-Milla | Portera    | 24 años | STV Roldán                  |

### Jugadoras internacionales
| - Lara Terrés - Desi - Belén de Uña | - Isa García - Ana Luján - Irene Samper | - Vane Sotelo - Patricia González | - Andrea Feijoó - Estela Cantero |

## Palmarés

### Títulos nacionales
| Competición               | Títulos | Subcampeonatos |
| ------------------------- | ------- | -------------- |
| Primera División Nacional |         | 2019-20.       |
| Copa de España            |         | 2014.          |
| Supercopa de España       |         | 2014.          |